# Salvaleón de Higüey
Salvaleón de Higüey (eller Higüey kort och gott) är en kommun i östra Dominikanska republiken och är den administrativa huvudorten för provinsen La Altagracia. Kommunen har cirka 251 000 invånare. Vid folkräkningen 2010 bodde 147 978 invånare i centralorten. Den mest utmärkande byggnaden i staden är Basilica de Nuestra Señora de la Altagracia, en kyrkobyggnad (basilika) som innehåller den berömda målningen Virgen de Altagracia, som givit provinsen dess namn.